# Alfred Radcliffe-Brown

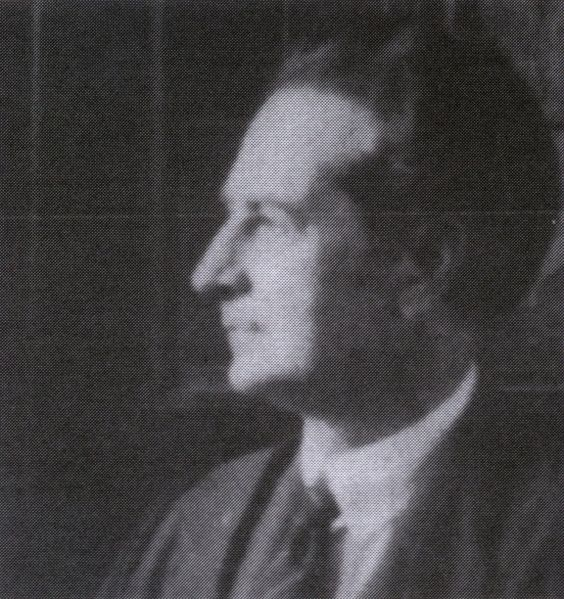
Alfred Radcliffe-Brown

Alfred Reginald Radcliffe-Brown (Sparkbrook, 17 januari 1881 – Londen, 24 oktober 1955) was een bekende Britse antropoloog die ten grondslag lag aan de theorie van het structureel functionalisme. De centrale vraag die in al zijn werken terugkomt is: of en hoe mensen zonder Herrschaft en/of staat kunnen leven. 
Radcliffe-Brown gaf als grote inspiratiebron de socioloog Émile Durkheim aan. Radcliffe-Brown was van grote invloed op de antropoloog Bronisław Malinowski.

## Bekende werken
- The Andaman Islanders (1922)
- Social Organization of Australian Tribes (1931)
- Structure and Function in Primitive Society (1952) - geschreven tussen 1924 en 1949, na zijn dood gepubliceerd
- African System of Kinship and Marriage (1950)
- A Natural Science of Society (1957 [1935])